# Fritt fall (album av Peaches)
Fritt fall är gruppen Peaches andra studioalbum, utgivet 23 maj 2003.

## Låtlista
1. "Sköna gröna sommartid"
2. "Dynamit nitroglycerin baby"
3. "Dra till Magaluf"
4. "rOLLERbOY"
5. "Dumbom"
6. "Hokey pokey"
7. "Pappa har sitt jobb"
8. "Peachmobile"
9. "Följ med mig ut"
10. "Indian dance"
11. "Ut i natten"